# Eugenia chlorophylla
Eugenia chlorophylla är en myrtenväxtart som beskrevs av Otto Karl Berg. Eugenia chlorophylla ingår i släktet Eugenia och familjen myrtenväxter. Inga underarter finns listade i Catalogue of Life.